# Girlicious
Girlicious was een Amerikaanse meidengroep.
De groep is gevormd door Robin Antin, die ook de initiator van de Pussycat Dolls was. De groep werd gevormd uit de televisieserie Pussycat Dolls Presents: Girlicious. Hierin werden 20 meiden gekozen na een auditie onder leiding van Antin. Aan het einde waren er daarvan nog vier meiden over: Nichole Cordova, Tifannie Anderson, Chrystina Sayers en Nathalie Meija.
Girlicious' debuutalbum Girlicious werd uitgebracht in 2008. Het album werd nummer 2 op de Canadese Albums Chart. Het tweede en laatste album Rebuilt verscheen in 2010.
Tiffanie Anderson verliet de groep in juni 2009. Natalie Mejia and Chrystina Sayers verlieten de groep in februari 2011.
Nichole Cordova trad in 2011 solo op als Girlicious met twee back-up zangeressen. Later dat jaar vormde Cordova samen met deze twee back-up zangeressen en een vierde lid een girlband. Lange tijd werd gedacht dat ze als de nieuwe Girlicious gingen optreden, maar in 2012 werd bekend dat ze een nieuwe meidengroep hadden opgericht, namelijk Girls United.
In 2013 deden ze mee in Amerika aan The X Factor, de ronde voor de liveshows vielen ze af. Cordova verlaat de band in 2014 en de overige twee blijven tot 2015 als duo optreden, om daarna stilletjes uit elkaar te gaan.